# Albardakade

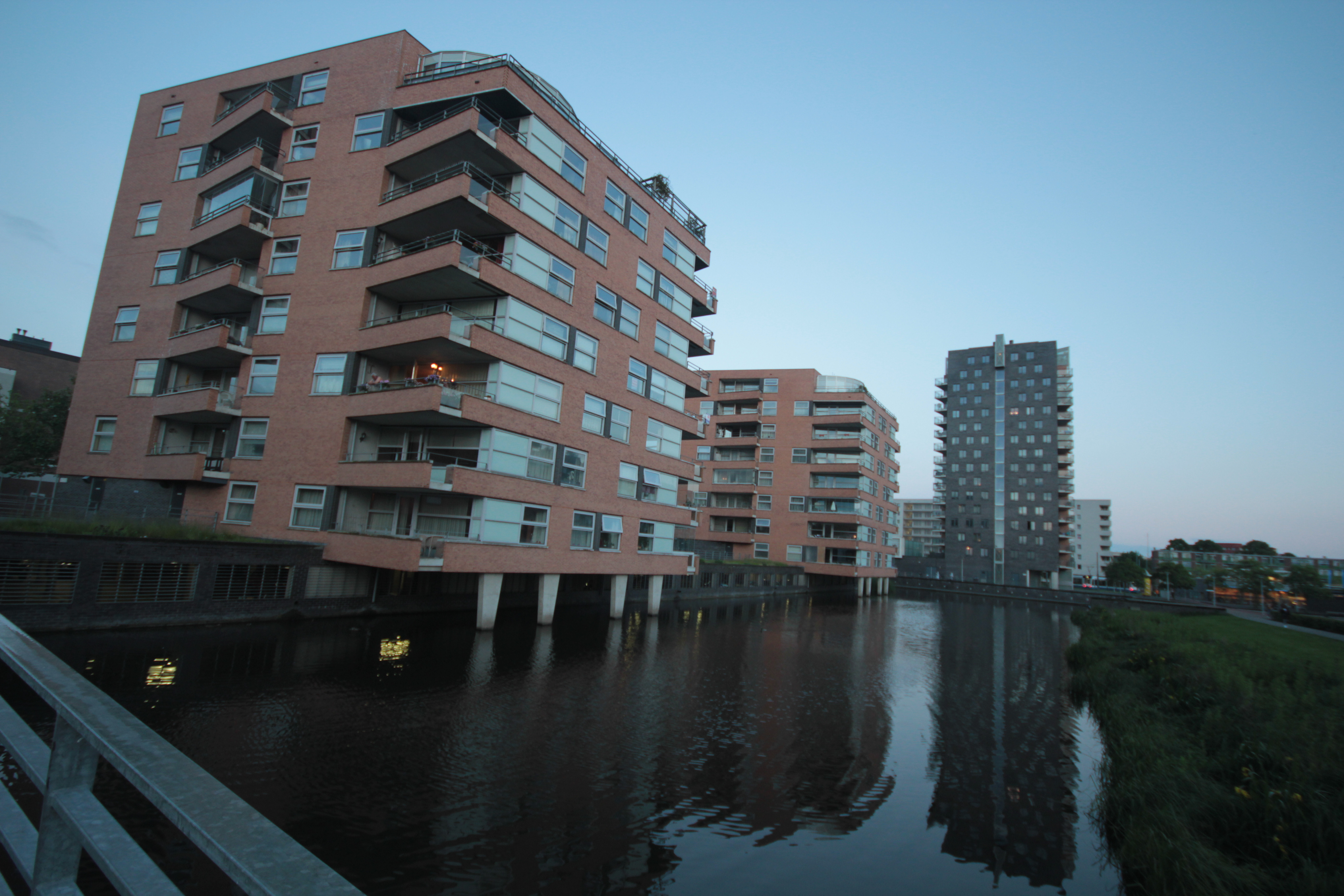
De Albardakade in juni 2012

De Albardakade is een kade in de Amsterdamse wijk Geuzenveld. De Albardakade, die in 2001 haar naam kreeg, vormt niet een van de twee kaden van de Albardagracht. Het korte straatje van nog geen 100 meter en met huisnummer 3 tot en met 9 vormt de zuidkade van een doodlopende zijtak van die Albardagracht. Het "voorkomt" dat het water uit die zijtak het Lambertus Zijlplein opstroomt. 
Net als de gracht is de kade genoemd naar Willem Albarda